# Baal Marqod
Baal Marqod, noto anche come Marqod o Ba'al-Marqod ("Signore delle danze"), era la divinità fenicia della guarigione e della danza. Non è chiaro se Marqod fosse l'inventore della stessa danza, o se questa fosse uno specifico rituale per adorare la divinità. Era venerato principalmente a Berito e con il titolo di scuotitore della terra e corrisponde al latino Giove Ottimo Massimo e accostato a Poseidone ed è Signore dei mari. È rappresentato sposato a Baalat-Afrodite. Probabilmente i fenici furono il primo popolo del Vicino Oriente ad avere una divinità specifica per la danza.